# Najafabad
Najafābād (farsi نجف‌آباد) è il capoluogo dello shahrestān di Najafabad, circoscrizione Centrale, nella Provincia di Esfahan. Aveva, nel 2006, una popolazione di 206 114 abitanti. Si trova ad ovest di Esfahan e sta diventando sempre più parte della sua area metropolitana. 
Ha dato i natali al Grande Ayatollah Hossein-Ali Montazeri.